# الشربة (فرع العدين)

تعديل مصدري - تعديل

الشربة هي إحدى قرى عزلة الوزيرة بمديرية فرع العدين التابعة لمحافظة إب، بلغ تعداد سكانها 565 نسمة حسب تعداد اليمن لعام 2004.